# Arnold Marcinkowski
Arnold Marcinkowski (ur. 7 listopada 1897 w Książu Wielkopolskim, zm. 3 kwietnia 1986) – polski duchowny katolicki, katecheta, profesor Arcybiskupiego Seminarium Duchownego w Poznaniu, powstaniec wielkopolski, członek Towarzystwa Tomasza Zana oraz kustosz Muzeum Archidiecezjalnego w Poznaniu.

## Życiorys
Urodził się 7 listopada 1897 w Książu Wielkopolskim w rodzinie Władysława Marcinkowskiego i Konstancji z domu Krüger.
Wziął udział w powstaniu wielkopolskim (1918-1919). Studiował historię sztuki na Uniwersytecie Poznańskim. Potem wstąpił do Arcybiskupiego Seminarium Duchownego w Poznaniu, a następnie uzyskał stopień naukowy doktora.
3 lipca 1927 przyjął święcenia kapłańskie. Następnie uczył religii w państwowym gimnazjum w Środzie Wielkopolskiej. 11 stycznia 1938 wygłosił mowę żałobną na pogrzebie księdza prepozyta Mieczysława Meissnera (1877-1938) w średzkiej kolegiacie.
Razem z wojskami I Frontu Białoruskiego przybył 23 stycznia 1945 do Środy Wielkopolskiej i 18 lutego na prośbę władz odprawił publiczne nabożeństwo dziękczynne na Starym Rynku.
Po wojnie pracował w parafii św. Michała Archanioła w Poznaniu oraz w poznańskim Gimnazjum im. Karola Marcinkowskiego.
W 1974 wydano jego przewodnik turystyczny pt. Poznańska Bazylika Archikatedralna przedstawiający czytelnikowi poznańską katedrę.
Zmarł 3 kwietnia 1986 w wieku 89 lat. Został pochowany 9 kwietnia 1986 na cmentarzu na Miłostowie w Poznaniu (pole 4, kwatera kanoników kapituły metropolitalnej).

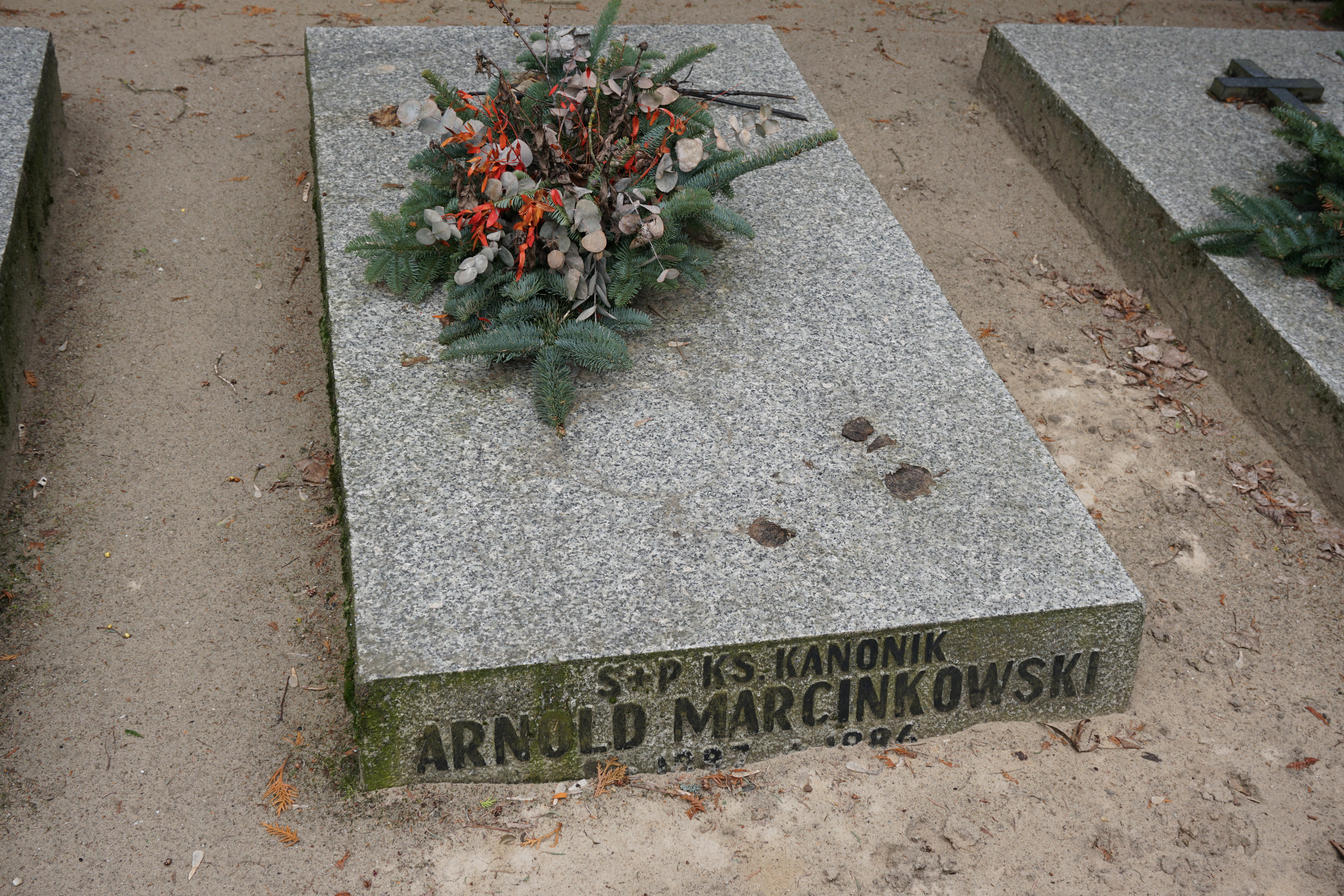
Grób ks. Arnolda Marcinkowskiego na cmentarzu Miłostowo w Poznaniu